# Riksväg 24
De Zweedse rijksweg 24 is gelegen in de provincies Hallands län en Skåne län en is circa 76 kilometer lang. De weg ligt in het zuidelijke deel van Zweden

## Plaatsen langs de weg
- Mellbystrand
- Laholm
- Edenberga
- Ränneslöv
- Våxtorp
- Örkelljunga
- Hässleholm

## Knooppunten
- E6/E20 bij Mellbystrand (begin)
- Länsväg 115 bij Våxtorp
- Länsväg 114 bij Örkelljunga
- E4 bij Örkelljunga
- Länsväg 108 bij Örkelljunga (ongeveer 4 kilometer zelfde tracé)
- Riksväg 21 bij Hässleholm

Europese wegen:
E4 · E6 · E10 · E12 · E14 · E16 · E18 · E20 · E22 · E45 · E65
Riksvägar:
9 · 11 · 13 · 15 · 17 · 19 · 21 · 23 · 24 · 25 · 26 · 27 · 28 · 29 · 30 · 31 · 32 · 34 · 35 · 37 · 40 · 41 · 42 · 44 · 46 · 47 · 49 · 50 · 51 · 52 · 53 · 55 · 56 · 57 · 61 · 62 · 63 · 66 · 68 · 69 · 70 · 72 · 73 · 75 · 76 · 77 · 83 · 84 · 86 · 87 · 90 · 92 · 94 · 95 · 97 · 98 · 99